# Tom Jahn
Tom Jahn (* 9. Juli 1965 in Ost-Berlin) ist ein deutscher Schauspieler.

## Leben
Tom Jahns erste Rolle war mit 15 Jahren als Zeitungsjunge Schaljapin in Als Unku Edes Freundin war. Jahn studierte von 1987 bis 1991 an der Otto Falckenberg Schule und 1991 an der Theaterhochschule Leipzig. Nach einigen Jahren als Darsteller an verschiedenen Theatern ist er seit 1990 als Schauspieler vor der Kamera tätig und hat bislang in mehr als 70 Film-und-Fernsehproduktionen mitgewirkt.

## Filmografie (Auswahl)
- 1981: Als Unku Edes Freundin war
- 1990–1991: Spreewaldfamilie (Fernsehserie, drei Folgen)
- 1993: Das letzte U-Boot
- 1997: Back in Trouble
- 2000: Tolle Lage
- 2001: Berlin is in Germany
- 2002: Polizeiruf 110: Angst um Tessa Bülow (Fernsehreihe)
- 2002–2008: Die Anstalt – Zurück ins Leben (Fernsehserie, 26 Folgen)
- 2003: Ritas Welt (Fernsehserie, Folge Markus' große Liebe)
- 2003: Lichter
- 2004: Wilsberg: Tod einer Hostess (Fernsehreihe)
- 2005: Die Nacht der großen Flut
- 2005: Das Lächeln der Tiefseefische
- 2006: Wir werden uns wiederseh’n
- 2006: Beutolomäus und der geheime Weihnachtswunsch
- 2006: Elbe
- 2007: Free Rainer – Dein Fernseher lügt
- 2007: Kuckuckszeit
- 2007: Der Letzte macht das Licht aus!
- 2008: Tatort: Der glückliche Tod (Fernsehreihe)
- 2008: Tatort: Unbestechlich
- 2008–2022: In aller Freundschaft (Fernsehserie, 7 Folgen)
- 2009: Polizeiruf 110: Alles Lüge
- 2009: Polizeiruf 110: Die armen Kinder von Schwerin
- 2010: Tatort: Vergessene Erinnerung
- 2013: VERBRECHEN nach Ferdinand von Schirach (Fernsehserie, eine Folge)
- 2013: Akte Ex (Fernsehserie, Folge Der Informant)
- 2017: Willkommen bei den Honeckers
- 2017: Bella Block: Stille Wasser (Fernsehreihe)
- 2021: Ein starkes Team: Man lebt nur zweimal (Fernsehreihe)
- 2022: SOKO Köln (Fernsehserie, Folge Elternabend)